# Ius gentium
Nel diritto romano, lo ius gentium è l'insieme di regole che ha la sua fonte nella naturalis ratio e che viene osservato in eguale misura tra tutti i popoli. Esso si contrappone concettualmente allo ius civile quale diritto proprio di ciascuna civitas.
Mentre lo ius civile deriva da leggi scritte, il primo trova invece la sua fonte nell'agire che resta invariato nel tempo, e diventa legittima prassi. Non riguarda, tuttavia, la tradizione di un popolo, ma le abitudini comuni agli uomini di ogni luogo e tempo, che si possono quindi ritenere connaturate con l'uomo e legittime.
Il giurista romano Gaio ci fornisce nel paragrafo introduttivo delle sue Istituzioni la seguente nozione di ius gentium: G. 1.1 «Quod vero naturalis ratio inter omnes homines constituit, id apud omnes populos peraeque custoditur vocaturque "ius gentium", quasi quo iure omnes gentes utuntur. Populus itaque Romanus partim suo proprio, partim communi omnium hominum iure utitur» (trad.: "Ciò che invece ha stabilito la naturalis ratio tra tutti gli uomini viene in eguale misura osservato presso tutti i popoli ed è chiamato ius gentium, quasi come del diritto di cui si servono tutte le genti. E così il popolo romano si serve in parte del diritto proprio, parte del diritto comune a tutte le genti").

## Genesi ed evoluzione delloius gentium
I primi vagiti dello ius gentium possono essere collocati nel periodo successivo al conflitto con Cartagine e all'espansione vertiginosa in Roma dei traffici commerciali. Allorché a Roma si riversarono mercanti e peregrini da ogni città del mondo conosciuto si impose con immediata evidenza il problema del diritto applicabile alle controversie che riguardavano i cives e i non cives (peregrini) da un canto, o i peregrini nei loro rapporti d'altro canto.
All'uopo non poteva certo essere applicato lo ius civile, orgogliosa prerogativa dei cives romani, considerato ius proprium civium Romanorum. 
Inutilizzabile lo ius civile, venne in soccorso dei peregrini il pretore, che già dal 367 a.C. amministrava la giustizia correggendo, modificando, ampliando all'occorrenza il diritto civile. Dotato di imperium, il pretore bene poteva oltrepassare i limiti dello ius civile e applicare alle controversie tra i peregrini o tra peregrini e cives le regole esposte a inizio anno nel suo Edictum.
Questo tipo di controversie diventò così frequente nella prassi giudiziaria che nel 242 a.C. venne creato un secondo praetor, cd. praetor peregrinus, da affiancare a quello già esistente, che assunse il nome di praetor urbanus.
Con il passare dei secoli, le norme codificate nell'editto del praetor peregrinus furono applicate anche ai rapporti tra i cives. In quanto collegato all'idea di una naturalis ratio e all'honos del pretore, chiamato ad applicarlo, lo ius gentium appare collegato, come nozione, a quelle di ius naturale e di ius honorarium, sia pure da essi distinto.